# Atkins-dieet
Het Atkins-dieet (officieel Atkins Nutritional Approach genaamd) is een koolhydraatarm dieet of, eerder, een koolhydraatarme levensstijl die is uitgedacht door de Amerikaanse cardioloog Robert Coleman Atkins, op basis van een wetenschappelijk onderzoek over de doeltreffendheid van verschillende koolhydraatarme afvalprogramma's, waarover hij las in de Journal of the American Medical Association. Dr. Atkins gebruikte het dieet ten tijde van zijn studie en promotie om zijn eigen overgewicht te bestrijden. In 1972 populariseerde hij het dieet met zijn boek Dr. Atkins' Diet Revolution. In 2002 verscheen een herziene versie van het boek, Dr. Atkins' New Diet Revolution, waarin hij sommige van zijn ideeën aanpaste, maar in grote lijnen trouw bleef aan zijn eerdere concept.

## Doel van de Atkins-levensstijl
De levensstijl heeft als doel het bevorderen van de algehele gezondheid en het vergroten van de kans op een lang en gezond leven, bij een gezond gewicht. Het gaat daarbij in de eerste plaats niet om gewichtsverlies, maar wel om het houden van een gezond gewicht en het vinden van een voedingspatroon dat past bij een gezond menselijk lichaam. Dit wordt bereikt door je eigen Kritische Koolhydraten Grens of Kritische Koolhydraten Niveau (KKN) te bepalen, waarmee je volgens de theorie controle kan krijgen over de vetverbranding en zo je vetmassa en gewicht. Verder beïnvloed je de risicofactoren op hart- en vaatziekte en diabetes in positieve zin.

## Theorie van het Atkins-dieet
Het Atkins-dieet gaat ervan uit dat het sterk gestegen gebruik van 'loze' geraffineerde koolhydraten (suiker, fructose en meel) in de westerse wereld van de 20e eeuw verantwoordelijk is voor de grote toename welvaartsziektes zoals overgewicht (doordat het overschot van koolhydraten wordt omgezet in vetten) en diabetes type 2 (door een depletie van insuline). Verder komen veel mensen door het nuttigen van te veel geraffineerde koolhydraten (vaak nog vetarm) niet aan hun dagelijkse behoefte essentiële vetten en eiwitten, die in tegenstelling tot geraffineerde koolhydraten essentieel zijn en ook vitaminen en mineralen bevatten. Een gebalanceerd Atkins-dieet bestaat primair uit veel groente met beperkte koolhydraten (die naast energie ook voedingswaarde hebben doordat ze vezels en vitamines bevatten) gecombineerd met vlees of vis voor eiwitten (essentiële bouwstof voor spieren en andere structuren in het lichaam) en vetten (essentiële bouwstof voor celmembranen, energie en voor de vetoplosbare vitaminen). Door het relatief hoge gehalte eiwitten (en vetten) worden de spieren gespaard voor afbraak om te dienen als energie. Het menselijk lichaam zet de eiwitten om in glucose en vetten, om zo de rechtstreekse inname van deze stoffen te vervangen. Dat is een van de redenen dat het Atkins-dieet eiwitrijk is.

## Theorie achter het Atkins-dieet
In het Atkins-dieet wordt de nadruk gelegd op het minderen in koolhydraten. Koolhydraten zijn voedingsstoffen die deel uitmaken van de dagelijkse caloriebehoefte. Op zich zijn koolhydraten niet schadelijk. Echter, als er te veel van genuttigd worden, kan het lichaam ze niet meer verteren. Als koolhydraten gegeten worden, worden deze in de bloedbaan opgenomen. Zodoende stijgt het bloedsuikerniveau (glucoseniveau). Een te hoge stijging van de bloedsuikers is schadelijk. Om een te grote stijging te voorkomen produceert de alvleesklier insuline. De insuline zorgt primair dat de glucose in de cellen wordt opgenomen. Daarnaast zorgt insuline dat de bloedsuikers in de lever omgezet worden tot glycogeen en opgeslagen worden. De lever heeft een opslagcapaciteit van 100 tot 200 gram. In de spieren kan nog 200 tot 500 gram worden opgeslagen. De overige koolhydraten worden in de vetcellen omgezet in vetten, tot de bloedsuikersspiegel voldoende is gedaald. Hierdoor kan je van te veel koolhydraten dik worden: pas als er een tekort is aan koolhydraten en glycogeen, worden deze vetten verbrand. Voor elke persoon is de hoeveelheid koolhydraten en glycogeen dat het lichaam verbrandt zonder over te gaan op opstapeling van vetten, verschillend. Het Atkins-dieet gaat dan ook op zoek naar deze persoonlijke hoeveelheid koolhydraten, die we de Kritische Koolhydraten Grens noemen.
Inname van te veel koolhydraten zorgt ook voor wisselende bloedsuikerniveaus, wat hongeraanvallen, stemmingswisselingen, concentratieproblemen, depressie en slaapproblemen kan veroorzaken. Doel van het Atkins-dieet is het stabiliseren van de insulineproductie en zo bloedsuikerniveau. Doordat het dieet arm aan koolhydraten is, komt het lichaam in een ketogene toestand. Hierdoor schakelt de stofwisseling over op vetverbranding of ketose. Omdat de vetcellen de vetten geleidelijk afstaan en de lever hiervan ketonen maakt om te dienen als energie, komt er na een transitie-moment een gestage energievoorziening op gang. Door deze gestage energietoevoer ontstaat er een laag stabiel bloedsuikerniveau zonder pieken en zou onder andere hierdoor het hongergevoel verminderen.
Het Atkins-dieet wordt door sommigen gebruikt om van overtollig vet af te komen. Uit studies blijkt zelfs dat de volgers ervan vaak sneller afvallen dan met een vetarm dieet, dat vaak wel koolhydraatrijk is, waardoor het de vetverbranding niet op gang brengt, en dat wegens het tekort aan vetinname leidt tot een tekort aan vetoplosbare vitamine en essentiële vetten.
Waarschijnlijk val je door het Atkins-dieet harder af omdat het dieet:

- de vetverbranding activeert, 

- het hongergevoel vermindert (door laag stabiel bloedsuikerniveau en vetten en eiwitten een groter/langer vullingsgevoel hebben dan koolhydraten),

- koolhydraatrijke tussendoortjes (met een suikerschommeling) laat staan. 

Daarnaast verlies je, onder andere door het vele drinken (onderdeel van het Atkins-dieet) ketonen via de urine. Wanneer de concentratie ketonen in het bloed stijgt, filteren de nieren passief het overschot weg via de urine. Hierdoor kunnen ketonen naast in het bloed ook in de urine worden aangetoond.

### Algemene theorie
We kunnen ruwweg 3 verschillende brandstoffen voor ons lichaam onderscheiden.
De efficiëntste (dus met de hoogste energieopbrengst, maar met de minste voedingswaarde/bouwstof) zijn koolhydraten. We kunnen ook vetten en eiwitten omzetten in koolhydraten en energie, al heeft het lichaam daar geen voorkeur voor, aangezien ze belangrijke structurele functies hebben als bouwstof van het menselijk lichaam. De verbranding van eiwitten en vetten verloopt dan ook lang niet zo snel als die van koolhydraten en heeft meer zuurstof nodig.
Het eten van koolhydraten stimuleert de vorming van het hormoon insuline.
Insuline biedt de mogelijkheid overtollige glucose om te zetten in glycogeen, dat in spieren wordt opgeslagen in afwachting van een hogere anaerobe energiebehoefte (bv. een plotselinge kortdurende inspanning). Insuline stimuleert echter ook de omzetting van koolhydraten in vet (en de opslag daarvan).
Wanneer je minder koolhydraten gaat eten, maak je dus minder insuline aan en sla je minder snel vet op. Ook het toevoegen van eiwitten aan een dieet remt de eetlust en zorgt ervoor dat mensen minder gaan eten dan ze normaal gesproken zouden doen.
Wanneer de hoeveelheid beschikbare glucose in het bloed daalt, verandert ook de insuline/glucagonbalans in het bloed. Glucagon doet het tegenovergestelde van insuline, namelijk het omzetten van glycogeen uit de spieren in de brandstof glucose. Door het zakken van het insulinegehalte zal het bloed een grotere concentratie glucagon bevatten. Dit zal de glycogeenvoorraden in de lever en spieren geleidelijk omzetten in glucose, zodat het lichaam zijn energie uit andere bronnen zal moeten halen.
De energie uit vetten is niet direct beschikbaar, want vetten worden eerst afgebroken in glycerol en vetzuren. Glycerol lijkt op glucose en zal ook op dezelfde manier energie opleveren. Vetzuren worden echter op een andere, tragere manier afgebroken voordat ze gaan bijdragen aan de energielevering. Dit is de reden dat Atkins een inductie-fase heeft.

## Fasen in het Atkins-dieet als onderdeel van de Atkinslevensstijl[8][9]
Het is verstandig om vooraf een bezoek te brengen aan een dokter, zodat er onder andere gekeken kan worden naar de bloeddruk en cholesterolniveau. In alle fasen is het belangrijk om ongeraffineerd voedsel te gebruiken met een lage netto (hoeveelheid) koolhydraten (Net Carbs). De Netto Koolhydraten zijn de koolhydraten die invloed uitoefenen op uw bloedsuiker en de enige koolhydraten die meetellen. Dus niet-verteerbare koolhydraten tellen niet mee. De netto koolhydraten staan los van de glykemische index, die weer van belang is bij een ander koolhydraatarm dieet: het South Beach-dieet.

### Fase 1: Inductie
Doel van deze meest beperkende fase is het lichaam in ketogene toestand te brengen en zo de vetten te laten verbranden
(ketose). Deze fase gaat gepaard met veel gewichtsverlies, door verlies van het water waar de glycogeenvoorraad is opgelost. De fase duurt zo'n 2 weken. De belangrijkste kenmerken van de inductiefase zijn:
- maximaal 20 gram koolhydraten per dag, onbeperkt vet en eiwitten
- veel koolhydraatarme groenten maar geen fruit
- geen koolhydraatrijk voedsel zoals aardappel, granen, brood
- onbeperkt kip, vlees, kaas, boter en eieren
- geen alcoholische dranken
- veel water drinken
- mogelijke tekorten aanvullen met voedingssupplementen (vitamines, mineralen en antioxidanten)
- deze fase stopt na 14 dagen

### Fase 2: Verder gewichtsverlies
Doel van deze fase is om de eigen Kritische Koolhydraten Grens of Kritische Koolhydraten Niveau (KKN) te kunnen bepalen.
Je Kritische Koolhydraten Grens is het aantal koolhydraten dat je per dag kunt eten, terwijl het gewichtsverlies doorgaat.
- hetzelfde dieet als in fase 1 maar met meer koolhydraten, zodat er meer soorten groentes mogen
- elke week mag het dagelijkse rantsoen met 5 gram koolhydraten vermeerderd worden ten opzichte van de voorgaande week
- deze toename van koolhydraten gaat door totdat het gewichtsverlies net niet stopt
- mogelijke tekorten aanvullen met voedingssupplementen (vitamines, mineralen en antioxidanten)
- de fase stopt wanneer men bijna op het streefgewicht zit

### Fase 3: Voorbereiding op de handhavingsfase
Doel van deze fase is om een ideale in te nemen hoeveelheid koolhydraten te bepalen waarbij men niet afvalt en ook niet aankomt.
- hetzelfde dieet als in fase 2, maar met meer koolhydraten
- geleidelijk aan mogen er meer koolhydraten gegeten worden
- de toename stopt wanneer men op gewicht blijft
- mogelijke tekorten aanvullen met voedingssupplementen (vitamines, mineralen en antioxidanten)
- deze fase gaat vanzelf over in fase 4

### Fase 4: Levenslange handhavingsfase
Doel van deze levenslange fase is om niet terug te vallen in ongezond eten waardoor men weer aankomt.
- hetzelfde dieet als in fase 3
- de hoeveelheid koolhydraten per dag blijft gelijk
- het is een fase waarin meer gevarieerd wordt met diverse producten
- het gebruik van geraffineerde suiker blijft verboden, omdat het alleen energetische waarde heeft maar geen voedingswaarde
- wanneer het gewicht weer toeneemt, moet de hoeveelheid koolhydraten weer wat verminderd worden
- mogelijke tekorten aanvullen met voedingssupplementen (vitamines, mineralen en antioxidanten)

## Kritiek op het Atkins-dieet

### Waterverlies
Tegen het Atkins-dieet wordt ingebracht dat het gewichtsverlies in het begin van het dieet vooral te danken zou zijn aan vochtverlies en niet aan vetverbranding. Het spectaculaire gewichtsverlies in de eerste weken zou worden veroorzaakt doordat de glycogeenreserves worden aangesproken. Bij het omzetten van glycogeen in glucose komt water vrij zodat ook vochtverlies optreedt. Dit vochtverlies is niet te ondervangen door het drinken van water daar het de verdwenen glycogeenreserves mist om het vocht vast te houden. In de eerste 1 tot 4 dagen zou het argument van vochtverlies kunnen kloppen omdat de ketose op gang moet worden gebracht. Echter zijn ketonen al na 1 à 2 dagen in bloed en urine aan te tonen als teken van ketose.

### Misselijkheid en vermoeidheid
De productie van ketonlichaampjes zou niet enkel een eetlustremmend effect hebben, maar zou ook misselijkheid en vermoeidheid met zich meebrengen. Hierdoor zou de volger van het dieet (te) weinig calorieën verbruiken. Bovendien worden de ketonlichaampjes ook langs de uitgeademde lucht en via de urine uit het lichaam verdwijnen, met de bekende atkinsadem (bloemige geur) tot gevolg. Ook de reactie bij het omzetten van vet kan leiden tot de vorming van ketonische lichamen die een grote zuurtegraad in het organisme veroorzaken. Echter omdat de ketonen als brandstof worden gebruikt worden deze tot H2O en CO2 verwerkt en kan de verzuring van het lichaam gebufferd worden. Alleen in het uitzonderlijk geval bij Diabetes type 1 waar geen insuline meer voorradig is en zo glucose de cel niet meer in kan stapelt de glucose en ketonen op in het bloed omdat deze niet verbrand kunnen worden. Er is dan sprake van een ketoacidose, wat vaak verward wordt met gewone ketose, waar door de verbranding van ketonen deze stapeling niet plaatsvindt.

### Ongezond
Verder is de grote opname van onverzadigde vetten niet ongevaarlijk, het houdt gevaren in voor hart- en vaatziekten en niet te vergeten kan het de cholesterol verhogen. Diverse wetenschappelijk onderzoeken tonen juist aan dat het Atkins-dieet de risicofactoren voor hart- en vaatziekten verlaagt. Atkins was daarom ook een voorstander van een juiste verhouding verzadigd en onverzadigd vet van uit vlees, vis en plantaardige bron. Het dieet kan cholesterol inderdaad verhogen maar verhoogt dan met name het HDL wat juist met een verlaagd risico van hart- en vaatziekte wordt geassocieerd en verder normaliseren bloeddrukken door het dieet. Mogelijk is dat omdat het lichaam eerst het onverzadigd vet gebruikt voor de vetverbranding en zo een zeer gunstige werking kan hebben op de vetsamenstelling van het lichaam. Uit een recent onderzoek blijkt dat een laagkoolhydraatdieet op voornamelijk dierlijke bronnen (zoals het Atkins-dieet) het risico om te overlijden met 23% verhoogt. De kans om te sterven aan hart- en vaatziekten stijgt met 14% en aan kanker met 28%. Een koolhydratenarm dieet rijk aan plantaardige eiwitten en vetten verlaagt echter het risico op overlijden met 20% en de kans om aan hart- en vaatziekten te sterven met 23%.
De nieren worden trouwens ook voortdurend aangesproken om ureum, een bijproduct van de afbraak van eiwitten, te verwerken. Bij een hogere eiwitconsumptie hebben de nieren dus meer ureum te verwerken en dit zou op de lange termijn een probleem kunnen gaan vormen, ware het niet dat ureum een dusdanig klein molecuul is dat deze passief door de glomerulus wordt gefilterd, zodat het geen extra belasting vormt voor de nieren.
Een onderconsumptie van granen, groenten en fruit zou een tekort aan vitamine, antioxidanten en vezels met zich meebrengen, waarbij Atkins veel groente moet voorschrijven en aansporen om 'loze' geraffineerde koolhydraten te laten staan voor de koolhydraten uit fruiten en zilvervliesrijst die na de eerste fase geleidelijk worden geïntroduceerd. Atkins tracht ruim baan te houden voor voedzame stoffen door eiwitten en vetten met onder andere de vetoplosbare vitamine en de koolhydraat intake te gebruiken voor een meer dan gebruikelijke hoeveelheid groente. Door de samenstelling van het dieet zou men op de lange termijn te weinig vitamine B en vezels binnen krijgen. Atkins adviseert daarom ook vitamine-preparaten in te nemen en staat zemelen en lijnzaad toe als vezelvervanging.

### Geen effect op lange termijn
Verder wordt gesteld dat het Atkins-dieet moeilijk vol te houden zou zijn en dus amper effect zou hebben op de lange termijn.
Het doel van een geslaagd dieet is immers duurzaam gewichtsverlies en een gezond gewicht vasthouden met een gezond eetpatroon. Gedurende het Atkins-dieet zal men inderdaad sneller gewicht verliezen dan met een traditioneel dieet dat arm is aan vetstoffen en beperkt in calorieën. Maar op lange termijn vermindert dit effect (door de introductie van koolhydraten). Het Atkins-dieet zou een dissociatiedieet zijn, waarbij men dus bepaalde dingen helemaal niet mag eten (koolhydraatarm is niet koolhydraatloos) en andere juist veel (veel is hier relatief veel groente met eiwit en vetten naar behoefte en dus te stoppen als je geen honger meer hebt). Zo'n dieet zou voor de meeste mensen moeilijk vol te houden zijn, in een Westerse cultuur waar reclame voor 'loze' koolhydraten en transvetten ruim baan krijgen en er veel miscommunicatie is over hoe de levensstijl werkelijk is bedoeld door Atkins.

## Officiële kritiek
- Het OIVO stelt na onderzoek van 19 diëten:

"Dit dieet is gevaarlijk voor de gezondheid en kan diverse fysiologische stoornissen veroorzaken. Daarom wordt afgeraden dit dieet te volgen. Het OIVO raadt een evenwichtige voeding aan, gecombineerd met fysieke activiteit, om op een verantwoorde manier en op lange termijn gewicht te verliezen. Voordat u met een dieet begint, vraagt u best advies aan uw arts of uw diëtist(e). "
- Het Voedingscentrum merkt op in 2011:

"Het Atkins-dieet doet niet aan de Schijf van Vijf. Het gemis aan voedingsstoffen kan leiden tot vitamine- en mineralentekorten. Atkins zelf schreef daarom voedingssupplementen voor. Gezondheidsinstanties hebben hun twijfels bij het eetpatroon en vrezen voor tekorten. De voorzichtige conclusie luidt volgens hen dan ook: voor het snel bereiken van een ideaal gewicht lijkt het Atkins-dieet effectief. Maar voor de lange termijn is een uitgebalanceerd eetpatroon het gezondst."

## Voetnoten
1. ↑  Zoals Dr. Atkins meldt in het voorwoord van Atkins for Life, betrof dit de Journal of the American Medical Association van oktober 1963
2. ↑  in het Nederlands vertaald als Dr. Atkins' nieuwe dieetrevolutie: Het dieet dat geen hongergevoel geeft en echt werkt, Uitgeverij De Kern, 2004
3. ↑  Een leven lang Atkins, inleiding (parafrase)
4. ↑  http://nl.atkins.com/Wetenschap/science-articles-library/notable-research Lijst van onderzoeken op nl.atkins.com
5. ↑  Koolhydraten | Voedingscentrum. www.voedingscentrum.nl. Gearchiveerd op 28 oktober 2020. Geraadpleegd op 25 oktober 2020.
6. ↑  [dode link] Lijst met wetenschappelijke artikelen over sneller afvallen met Atkins dan met vetarme diëten
7. ↑  Kinderwebsite voor Ketogene diëten bij epilepsie
8. ↑  Atkinsdieet.nl
9. ↑  Atkinsdieet.isgezond.nl
10. ↑  atkins-dieet en vochtverlies. Gearchiveerd op 10 april 2021.
11. ↑  atkinsdieet.nl/vragen
12. ↑  Atkins dieet op z'n retour en bovendien ongezond
13. ↑  wiki.fok.nl Atkins. Gearchiveerd op 13 april 2016.
14. ↑  https://www.robkalmeijer.nl/voedingsleer/zuur-base/inleiding.html. Gearchiveerd op 27 november 2021.
15. ↑  Atkins-Like Diet Worse for Cholesterol Compared to South Beach, Ornish Diets, Study Says (WebMD News Archive, 1 april 2009). Gearchiveerd op 5 juni 2016.
16. ↑  https://www.ncbi.nlm.nih.gov/pubmed/22301925?dopt=Abstract. Gearchiveerd op 24 februari 2019.
17. ↑  http://archinte.jamanetwork.com/article.aspx?articleid=415074. Gearchiveerd op 2 augustus 2016.
18. 1 2  (en) Fung TT, van Dam RM, Hankinson SE, et al. Low-carbohydrate diets and all-cause and cause-specific mortality: two cohort studies. (2010) Ann Intern Med 153:289-298. PMID 20820038.
19. ↑  Afvallen met Atkins – Feit of Fictie? (Universiteit Utrecht, 30 november 2004). Gearchiveerd op 19 juli 2016.
20. ↑  Afvallen met Atkins dieet is niet gezond (Healthylives.nl, 4 maart 2011). Gearchiveerd op 16 mei 2021.